# Rysy

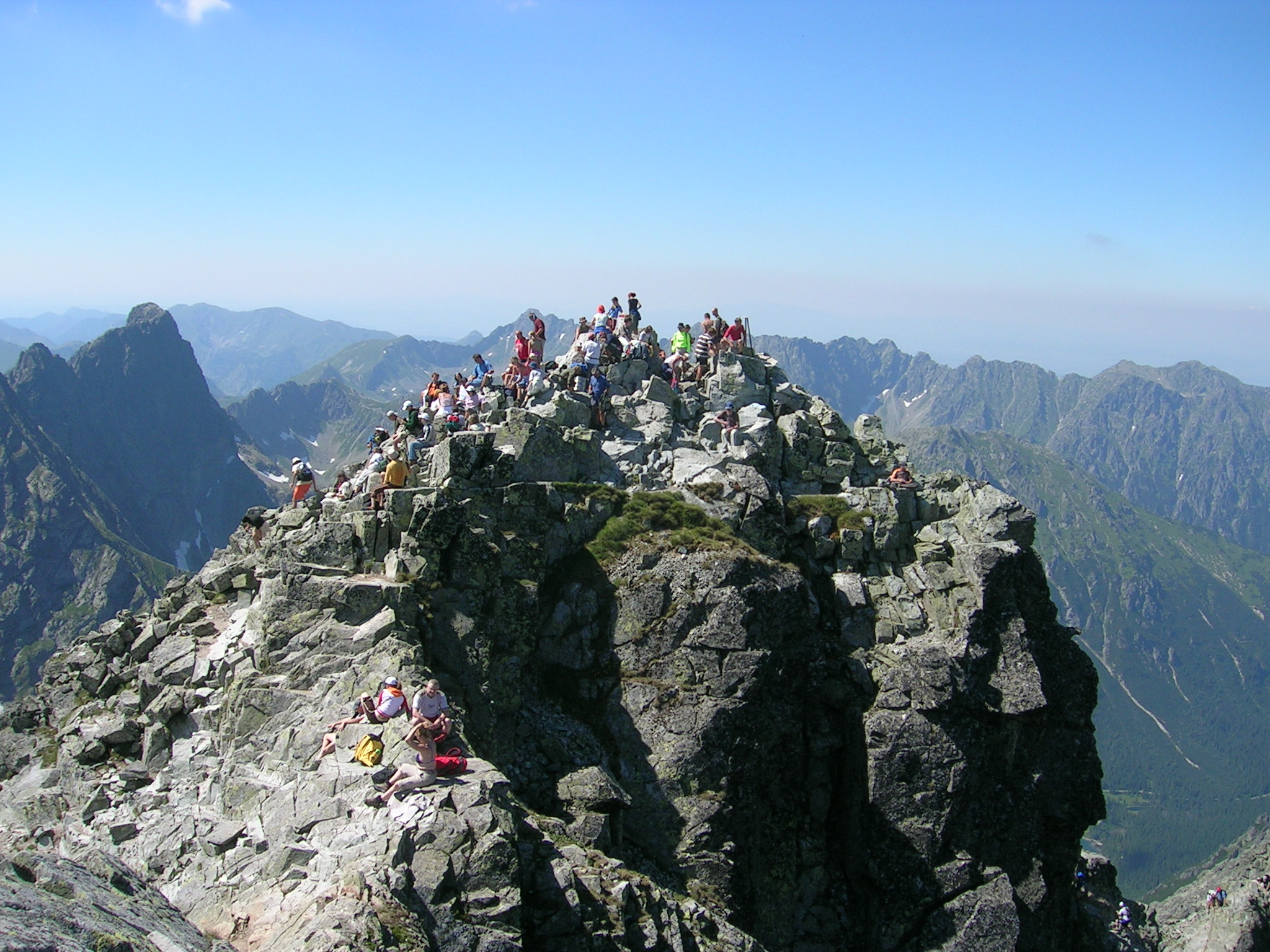
Đỉnh Tây Bắc

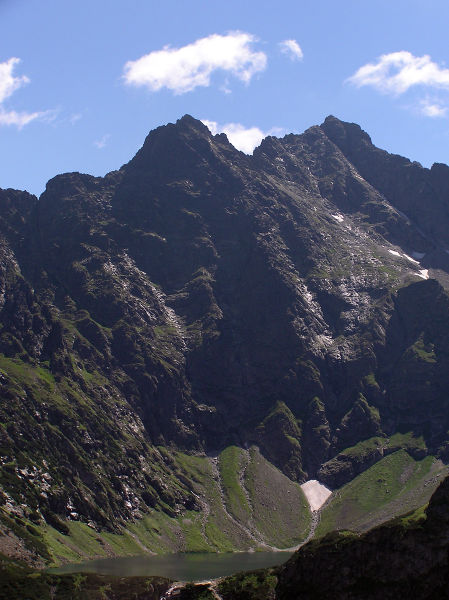
Niżnie Rysy (bên trái) và Rysy

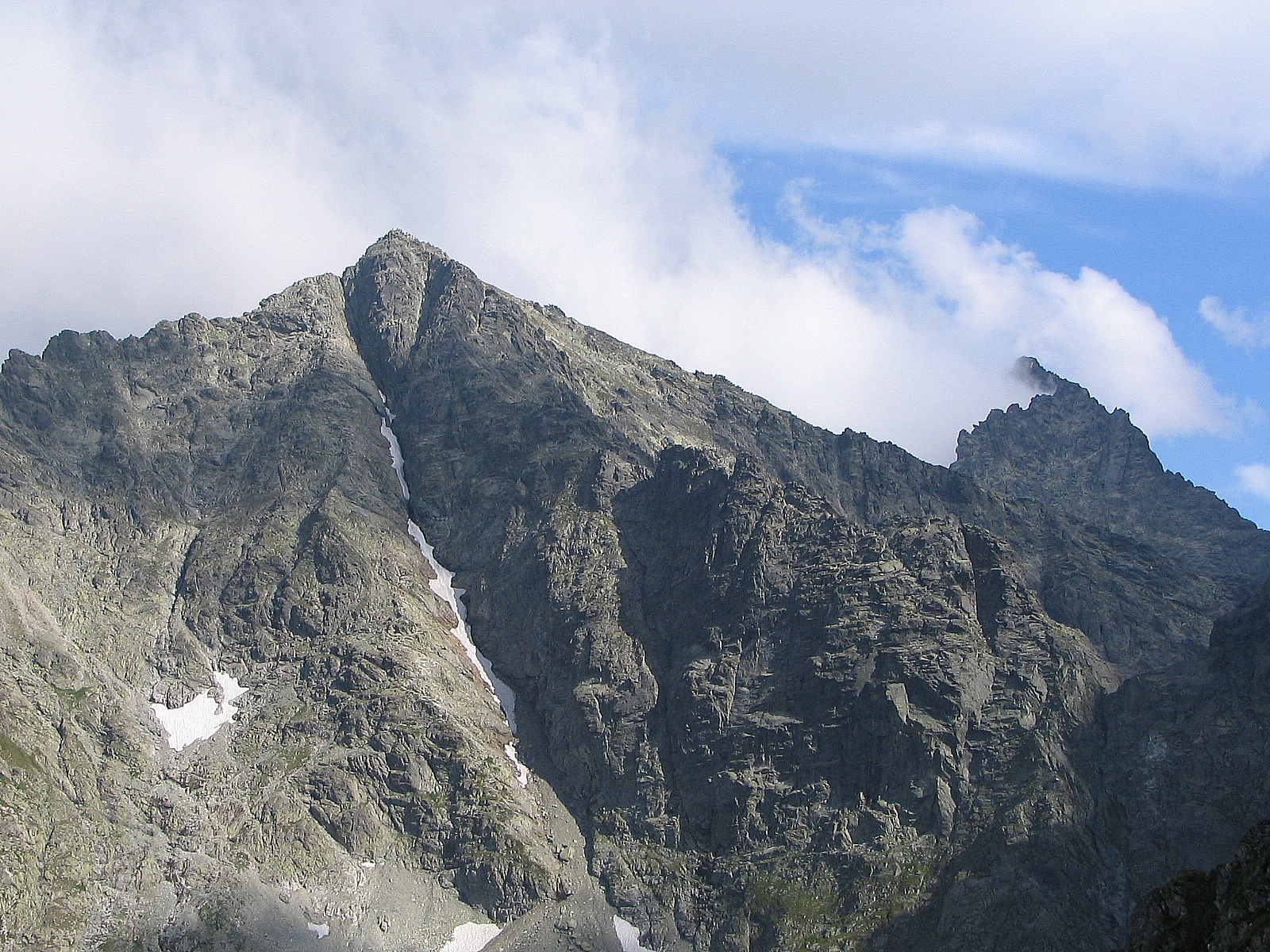
Rysy

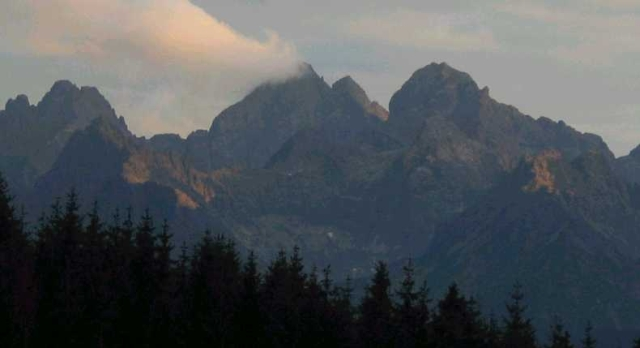
Góc nhìn toàn cảnh của Tatra Mountains và Rysy

Rysy (tiếng Ba Lan và tiếng Slovak: Rysy, phát âm tiếng Ba Lan: [rɨsɨ]; tiếng Đức: Meeraugspitze, tiếng Hungary: Tengerszem-csúcs) là một ngọn núi ở đỉnh núi Tatra, phần phía đông của dãy núi Tatra, nằm ở biên giới giữa Ba Lan và phía đông Slovakia. Rysy có ba đỉnh: đỉnh giữa ở 2.503 m (8.212 ft); đỉnh phía tây bắc ở 2.499 m (8.199 ft); và đỉnh phía đông nam ở 2.473 m (8.114 ft). Đỉnh tây bắc là điểm cao nhất của Ba Lan và thuộc về Vương quốc Ba Lan; hai đỉnh khác nằm ở phía biên giới Slovakia.

## Tên gọi
Các chuyên gia giả định rằng tên Rysy của Ba Lan và tiếng Slovak, có nghĩa là "khe hở", nhắc đến các con mòng biển, hoặc là ở sườn phía tây của Żabie Ridge hoặc khe núi cao 500 m (1.600 ft) rất nhỏ và cộng đồng dân cư người thấp bé tại phía Bắc. Một lời giải thích dân gian về phía Slovakia nói rằng cái tên này xuất phát từ số nhiều từ rysy có nghĩa là "lynxes", mặc dù môi trường sống của lynx không vượt quá giới hạn gỗ.
Tên Hungary Tengerszem-csúcs và tên tiếng Đức Meeraugspitze có nghĩa là "đỉnh của biển", từ hồ băng ở chân núi phía bắc, được gọi là "mắt biển" (Morskie Oko trong tiếng Ba Lan).

### 3D Panorama
- Polish summit 2499 m Lưu trữ ngày 3 tháng 7 năm 2019 tại Wayback Machine
- Slovak summit 2503 m Lưu trữ ngày 5 tháng 7 năm 2019 tại Wayback Machine
- Standard weather on the summit
- Hike to Rysy (from the Polish side) Lưu trữ ngày 28 tháng 10 năm 2016 tại Wayback Machine
- Hike to Rysy (from the Slovak side) Lưu trữ ngày 19 tháng 2 năm 2012 tại Wayback Machine